# Nick Sandow
Nick Sandow (Bronx, 3 de agosto de 1966) é um ator, escritor, diretor e produtor de televisão estadunidense, conhecido por interpretar Joe Caputo em Orange Is the New Black.

## Filmografia
| Ano             | Título                    | Papel           |
| --------------- | ------------------------- | --------------- |
| 1996            | Due South                 | Barry Pappas    |
| 1995            | New York Undercover       | Hendry          |
| 1992            | Law & Order               | Andy Grenada    |
| 2000            | Third Watch               | Joe Lombardo    |
| 2003            | NYPD Blue                 | Ray Wilentz     |
| 2003            | The Jury                  | Sr. Krause      |
| 2006            | Six Degrees               | Louie           |
| 2008            | New Amsterdam             | Frank           |
| 2010            | Mercy                     | Pai de Scott    |
| 2010            | How To Make It in America | Pai de Dan      |
| 2010            | Blue Bloods               | Lt. Alex Bello  |
| 2011            | Nurse Jackie              | Anthony Donovan |
| 2011            | CSI: Miami                | Larry Gramercy  |
| 2011            | Boardwalk Empire          | Waxey Gordon    |
| 2013            | Futurestates              | Greg            |
| 2013 - Presente | Orange Is the New Black   | Joe Caputo      |